# چارلز سیگر
چارلز سیگر (انگلیسی: Charles Seeger؛ ۱۴ دسامبر ۱۸۸۶ – ۷ فوریهٔ ۱۹۷۹) یک آهنگساز، موسیقی‌دان، موسیقی‌شناس و رهبر ارکستر اهل ایالات متحده آمریکا بود.
وی دانش‌آموختهٔ دانشگاه هاروارد بود و بعدها استاد رشته موسیقی در دانشگاه کالیفرنیا، برکلی شد. یکی از دلایل شهرت چارلز سیگر، ابداع و قاعده‌مند ساختن «کنترپوان دیزونانت» در موسیقی است.
او، پدرِ «پیت سیگر»، «پگی سیگر» و «مایک سیگر» است.